# Phoenix Green
Phoenix Green – wieś w Anglii, w hrabstwie Hampshire, w dystrykcie Hart. Leży 42 km na północny wschód od miasta Winchester i 60 km na południowy zachód od Londynu.